# Анатомия ангела
«Анатомия ангела» (англ. The Anatomy of an Angel) — скульптура Дэмьена Хёрста 2008 года, приобретённая городом Осло и размещённая в парке скульптур Экебергпаркен (норв. Ekebergparken). Представляет собой классическую по исполнению из каррарского мрамора статую ангела, сидящего на камне, некоторые части тела которого удалены, демонстрируя человеческое строение мускулов и костей.

## История
Статуя была создана Дэмьеном Хёрстом в 2008 году и продана на двухдневном аукционе Sotheby's в собрании художника Beautiful Inside My Head Forever более чем за миллион фунтов стерлингов. Херст разработал идею и модель скульптуры и заказал ее исполнение в Пьетрасанте из мрамора который являлся источником вдохновения для Микеланджело. Многие художники, которые заказывают скульптуры из мраморных мастерских в Пьетрасанте, сами не участвуют в процессе резьбы. Фактически, Херст никогда не посещал студию, которая произвела его « Анатомию ангела» за 1 миллион фунтов стерлингов (2008) (он одобрил работу с помощью фотографий) ,  Позднее «Анатомия ангела» трижды выставлялась: в 2011 году в рамках «Damien Hirst: Artist Rooms» в Британской галерее Тейт, в 2012 году в рамках «Damien Hirst» в Современной галерее Тейт и в 2014 году в рамках коллективной выставки «Crucible 2» в Глостерском кафедральном соборе. В 2015 году статуя была приобретена для созданного в 2013 году парка скульптур Экебергпаркен (норв. Ekebergparken) в Осло как репрезентативная для европейского искусства последних 130 лет и выставлена затем там на всеобщее обозрение.

## Восприятие и интерпретации
Статуя основана на классической работе Альфреда Буше «L'Hirondelle» (1920) и отражает интерес художника к науке и анатомии. Также в ней проявляется постоянная тема творчества художника, связанная с крыльями, — ранее он уже использовал в своих работах мух и бабочек. Стилистику работы сравнивают с анатомическими моделями Нормана Эммса и статуями Марка Куинна.
Статуя, называемая обозревателем The Observer Лорой Камминг «безысходно жуткой» (англ. irredeemably terrible), играет на противопоставлениях прекрасного и ужасного, а также жизни и смерти — последняя является для Хёрста частым предметом художественного исследования. Отмечается, что контраст между ангелом как небесным религиозным созданием и его вполне человеческой и земной в данном случае анатомией играет важную роль в восприятии «Анатомии ангела», демонстрируя типичную для художника тему разрушения системы убеждений — в данном случае десакрализацию, когда смерть достигает в том числе и небес. По мнению обозревателя парка, статуя также демонстрирует возможность сакрализации науки: анатомические подробности обнажены как будто для научного изучения.
Проблемой работы, по мнению обозревателя выставки Хёрста 2012 года в Современной галерее Тейт профессора Кахилла, выступает нехватка проработки: в то время как статуя пытается имитировать работу эпохи Возрождения, её детальность не дотягивает до стандартов того времени, что вкупе с «карамельным» её видом оставляет чувство как будто технической подпорки для чего-то или «куска вырезанного сахара».